# Соколов, Юрий Иванович
Юрий Иванович Соколов (13 апреля 1896, пос. Благовещенский Завод, Уфимский уезд, Уфимская губерния — 4 мая 1985, Москва) — советский военачальник, участник Первой мировой, Гражданской и Великой Отечественной войн, генерал-майор (17 января 1944 года).

## Биография
В августе 1915 года поступил на службу в Русскую императорскую армию. Во время Первой мировой войны служил в 143-м запасном пехотном полку. В апреле 1917 года служил на Юго-Западном фронте. 19 ноября 1919 вступил в ряды Рабоче-крестьянской Красной армии и служил в Ташкентском караульном батальоне, который в дальнейшем стал полком. В 1921 году Соколов стал его командиром (полк был переименован в 5-й Туркестанский стрелковый). В апреле 1924 года занимал должность начальника штаба 10-го Туркестанского стрелкового полка.
Во время Великой Отечественно войны в мае 1942 года занимал должность командира 10-й отдельной стрелковой бригады Закавказского фронта. В декабре 1942 года был назначен заместителем начальника штаба 47-й армии и в составе Северо-Кавказского фронта участвовал в наступательных операциях в Новороссийске и в районе станции Крымская. В июне 1943 года был назначен командиром 233-й стрелковой дивизии 53-й армии, вместе с которой принимал участие в Курской битве, в Белгородско-Харьковской наступательной операции и в освобождении города Кременчуг, и за это дивизия была названа «Кременчугская».
До августа 1944 год проходил лечение в госпитале, а затем был назначен на должность командира 111-й стрелковой Александрийской дивизии, которая входила в состав 52-й армии 2-го Украинского фронта. Вместе с дивизией принимал участие в Ясско-Кишинёвской наступательной операции. 15 сентября 1944 года за выполнение боевой задачи дивизия была награждена орденом Красного Знамени.
2 февраля 1945 года он был назначен командиром 111-й стрелковой дивизией, которая в составе 52-й армии участвовала в Висло-Одерской, Сандомирско-Силезской, Нижне-Силезская, Берлинской и Пражской наступательных операциях. 28 мая 1945 года за успешное выполнение боевой задачи во время Берлинской операции дивизия была награждена орденом Богдана Хмельницкого 2-й степени.
После прохождения Высшей аттестационной комиссии при Высшей военной академии им. К. Е. Ворошилова в 1949 году, продолжил преподавать в академии.
23 августа 1955 года был уволен в запас.
Умер 04.05.1985, похоронен на Кунцевское кладбище в Москве.

## Награды[3]
- 2 Орден Ленина
- 2 Ордена Красного Знамени
- Орден Кутузова II степени
- Орден Суворова II степени
- Орден Отечественной войны I степени
- Медаль «XX лет Рабоче-Крестьянской Красной Армии»
- Медаль «За победу над Германией в Великой Отечественной войне 1941—1945 гг.».
- Медаль «За оборону Ленинграда».